# 布朗格
布朗格（法語：Brangues，法語發音：[bʁɑ̃ɡ]）是法国伊泽尔省的一个市镇，位于该省北部，属于拉图尔迪潘区。

## 地理
布朗格（45°41'35"N, 5°31'52"E）面积11.67 平方千米，位于法国奥弗涅-罗讷-阿尔卑斯大区伊泽尔省，该省份为法国东南部内陆省份，北起顺时针与安省、萨瓦省、上阿尔卑斯省、德龙省、阿尔代什省、卢瓦尔省和罗讷省。
与布朗格接壤的市镇（或旧市镇、城区）包括：吕伊、圣维克托-德莫雷斯泰勒、格罗莱-圣伯努瓦、勒布沙日。

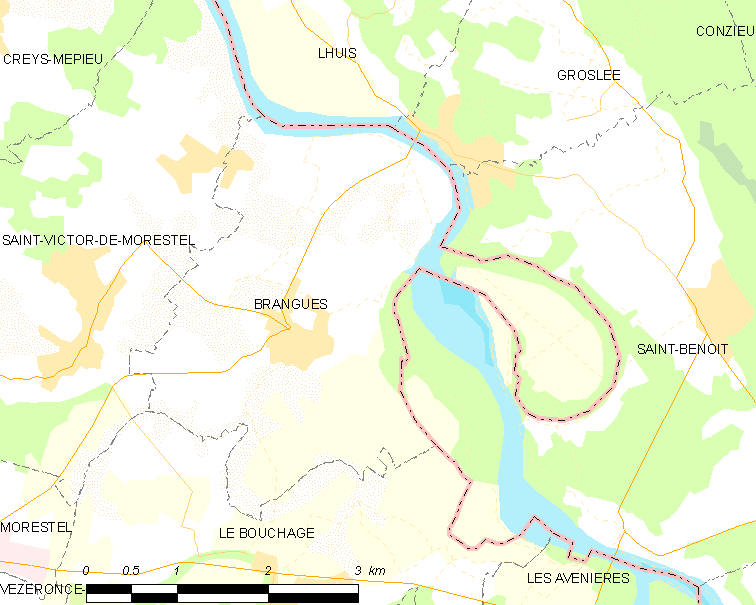
布朗格的OSM定位图

布朗格的时区为UTC+01:00、UTC+02:00（夏令时）。

## 行政
布朗格的邮政编码为38510，INSEE市镇编码为38055。

## 政治
布朗格所属的省级选区为莫雷斯泰勒县。

## 人口

1962-2008年间布朗格人口变化图示

布朗格于2022年1月1日时的人口数量为620人。